# Gary Allan Polis
Gary Allan Polis (ur. 1947, zm. 2000) – amerykański ekolog i arachnolog.
Urodził się w 1947 w Los Angeles. W 1969 ukończył Loyola University, po czym dostał się na University of California, gdzie uzyskał w 1975 tytuł magistra, a w 1977 doktora. Do 1977 nauczał w szkole średniej. Następnie nauczał zoologii na Oregon State University. W latach 1979–1998 pracował na wydziale biologii na Vanderbilt University. W 1992 został profesorem. W latach 1992–1998 spędził urlop naukowy w Davis. Zginął 27 marca 2000 w wypadku łodzi na Morzu Corteza.
Polis najbardziej znany był z badań nad skorpionami, które prowadził od lat 70. Napisał o nich kilka książek, w tym "Biology of Scorpions". Później zaczął się zajmować także innymi stawonogami, szczególnie pająkami. Zajmował się także ekologią, szczególnie zbiorowisk pustynnych. W 1991 napisał "Ecology of Desert Communites". W 1998 zaakceptował stanowisko na wydziale nauk środowiskowych i polityki (Department of Enviromental Sciences and Policy) przy University of California.